# Mantidactylus ambohimitombi
Espèce
Statut de conservation UICN

 DD  : Données insuffisantes
Mantidactylus ambohimitombi est une espèce d'amphibiens de la famille des Mantellidae.

## Répartition
Cette espèce est endémique de Madagascar. Elle se rencontre à environ 1 100 m d'altitude dans les environs d'Ambohimitombo et, probablement, Antoetra,.

## Description
Mantidactylus ambohimitombi mesure de 63 à 68 mm. Son dos varie du brun clair au grisâtre avec parfois une ligne médiane claire. Ses pattes arrière présentent parfois des bandes sombres.

## Étymologie
Son nom d'espèce lui a été donné en référence au lieu de sa découverte, Ambohimitombo.

## Publication originale
- Boulenger, 1919 "1918" : On the Madagascar frogs of the genus Mantidactylus. Proceedings of the Zoological Society of London, vol. 1918, p. 257-261 (texte intégral).